# 1990–1991-es magyar férfi kosárlabda-bajnokság
Az 1990–1991-es magyar férfi kosárlabda-bajnokság az ötvenkilencedik magyar kosárlabda-bajnokság volt. Huszonnégy csapat indult el, a csapatok az előző évi szereplés alapján két csoportban (A csoport: 1-12. helyezettek, B csoport: 13-21. helyezettek plusz a két feljutó valamint a kadettválogatott) két kört játszottak. Az alapszakasz után az A csoport 1-8. helyezettjei play-off rendszerben játszottak a bajnoki címért, az A csoport 9-12. és a B csoport 1-4. helyezettjei az egymás elleni eredményeiket megtartva a másik csoportból jövőkkel újabb két kört játszottak, majd play-off rendszerben játszottak az A csoportba kerülésért, a B csoport 5-12. helyezettjei pedig play-off rendszerben játszottak a kiesés elkerüléséért.
A bajnokságot 24 csapatosra bővítették, ezért (valamint az Oroszlányi Bányász visszalépése miatt) az előző évi kiesők is indulhattak.
A Körmendi Dózsa MTE új neve Körmend-Hunor KC lett.
A Soproni SE új neve Soproni KC lett.
A Hódmezővásárhelyi Spartacus VSE új neve Vásárhelyi KK lett.

## Alapszakasz

### A csoport
| #   | Csapat                     | M  | Gy | V  | K+   | K-   | P  |
| --- | -------------------------- | -- | -- | -- | ---- | ---- | -- |
| 1.  | Tungsram SC                | 22 | 17 | 5  | 1777 | 1539 | 39 |
| 2.  | Szolnoki Olajbányász       | 22 | 16 | 6  | 1931 | 1767 | 38 |
| 3.  | Körmend-Hunor KC           | 22 | 16 | 6  | 1879 | 1769 | 38 |
| 4.  | Bp. Honvéd                 | 22 | 15 | 7  | 1867 | 1769 | 37 |
| 5.  | Zalaegerszegi TE-Heraklith | 22 | 14 | 8  | 1991 | 1797 | 36 |
| 6.  | Videoton SC                | 22 | 12 | 10 | 1856 | 1830 | 34 |
| 7.  | Atomerőmű SE               | 22 | 11 | 11 | 1846 | 1909 | 33 |
| 8.  | Bajai SK                   | 22 | 10 | 12 | 1940 | 2006 | 32 |
| 9.  | Kaposcukor SE              | 22 | 8  | 14 | 1485 | 1919 | 30 |
| 10. | Csepel SC                  | 22 | 7  | 15 | 1988 | 2047 | 29 |
| 11. | Dombóvári VMSE             | 22 | 4  | 18 | 1833 | 2074 | 26 |
| 12. | Szeged SC                  | 22 | 2  | 20 | 1838 | 2165 | 24 |

### B csoport
| #   | Csapat                    | M  | Gy | V  | K+   | K-   | P  |
| --- | ------------------------- | -- | -- | -- | ---- | ---- | -- |
| 1.  | Soproni SE                | 22 | 18 | 4  | 1921 | 1682 | 40 |
| 2.  | Deko SE                   | 22 | 16 | 6  | 1861 | 1673 | 38 |
| 3.  | Alba Regia Építők         | 22 | 15 | 7  | 2054 | 1762 | 37 |
| 4.  | MAFC                      | 22 | 14 | 8  | 1954 | 1800 | 36 |
| 5.  | Pécsi VSK                 | 22 | 13 | 9  | 2188 | 1905 | 35 |
| 6.  | Nagykőrösi Konzervgyár KK | 22 | 13 | 9  | 2037 | 1941 | 35 |
| 7.  | Vásárhelyi KK             | 22 | 13 | 9  | 1961 | 1886 | 35 |
| 8.  | Falco SE                  | 22 | 12 | 10 | 1931 | 1931 | 34 |
| 9.  | Kecskeméti SC             | 22 | 9  | 13 | 1799 | 1952 | 31 |
| 10. | Testnevelési Főiskola SE  | 22 | 5  | 17 | 1802 | 2074 | 27 |
| 11. | Dunai Kőolaj SK           | 22 | 4  | 18 | 1736 | 1872 | 26 |
| 12. | Pilar kadettválogatott    | 22 | 0  | 22 | 1422 | 2185 | 22 |

* M: Mérkőzés Gy: Győzelem V: Vereség K+: Dobott kosár K-: Kapott kosár P: Pont

## Rájátszás

### 1–8. helyért
Negyeddöntő: Tungsram SC–Bajai SK 95–83, 87–97, 118–97, 88–85 és Szolnoki Olajbányász–Atomerőmű SE 80–73, 87–71, 94–81 és Körmend-Hunor KC–Videoton SC 68–66, 89–105, 92–84, 69–74, 89–77 és Bp. Honvéd–Zalaegerszegi TE-Heraklith 75–85, 84–81, 84–87, 76–77
Elődöntő: Tungsram SC–Zalaegerszegi TE-Heraklith 100–72, 63–64, 75–89, 63–93 és Szolnoki Olajbányász–Körmend-Hunor KC 79–67, 81–85, 102–97, 72–97, 115–95
Döntő: Szolnoki Olajbányász–Zalaegerszegi TE-Heraklith 79–69, 74–92, 84–82, 74–72
3. helyért: Tungsram SC–Körmend-Hunor KC 103–81, 71–70, 82–78
5–8. helyért: Bp. Honvéd–Bajai SK 87–78, 103–71, 71–80, 89–74 és Videoton SC–Atomerőmű SE 85–77, 91–96, 88–103, 90–80, 106–83
5. helyért: Bp. Honvéd–Videoton SC 107–91, 78–100, 117–85, 101–94
7. helyért: Atomerőmű SE–Bajai SK 102–94, 99–86, 113–104

### 9–16. helyért
| #   | Csapat            | M  | Gy | V  | K+   | K-   | P  |
| --- | ----------------- | -- | -- | -- | ---- | ---- | -- |
| 9.  | Kaposcukor SE     | 14 | 10 | 4  | 1262 | 1249 | 24 |
| 10. | Csepel SC         | 14 | 10 | 4  | 1398 | 1289 | 24 |
| 11. | Alba Regia Építők | 14 | 8  | 6  | 1274 | 1172 | 22 |
| 12. | Szeged SC         | 14 | 7  | 7  | 1250 | 1231 | 21 |
| 13. | Deko SE           | 14 | 7  | 7  | 1169 | 1208 | 21 |
| 14. | Soproni SE        | 14 | 6  | 8  | 1216 | 1249 | 20 |
| 15. | Dombóvári VMSE    | 14 | 5  | 9  | 1138 | 1205 | 19 |
| 16. | MAFC              | 14 | 3  | 11 | 1137 | 1238 | 17 |

9. helyért: Kaposcukor SE–Csepel SC 106–94, 109–110, 120–100, 106–97
11–14. helyért: Alba Regia Építők–Soproni KC 94–76, 87–96, 104–84, 78–80, 64–69 és Szeged SC–Deko SE 82–78, 82–78, 95–97, 75–83, 83–75
11. helyért: Szeged SC–Soproni KC 118–110, 92–95, 127–116
13. helyért: Alba Regia Építők–Deko SE 109–85, 89–79
15. helyért: Dombóvári VMSE–MAFC 99–103, 74–115, 94–78, 90–106

### 17–24. helyért
17–24. helyért: Pécsi VSK–Pilar kadettválogatott 83–71, 107–70, 108–47 és Nagykőrösi Konzervgyár KK–Dunai Kőolaj SK 107–97, 83–74, 107–83 és Vásárhelyi KK–Testnevelési Főiskola SE 114–77, 72–77, 90–83, 84–75 és Falco SE–Kecskeméti SC 99–75, 93–76, 101–70
17–20. helyért: Pécsi VSK–Falco SE 107–57, 105–97, 116–85 és Nagykőrösi Konzervgyár KK–Vásárhelyi KK 122–123, 90–114, 94–77, 82–80, 90–83
17. helyért: Pécsi VSK–Nagykőrösi Konzervgyár KK 93–73, 112–97, 96–69
19. helyért: Vásárhelyi KK–Falco SE elmaradt (VKK győz), 81–96, 91–89, 84–94, 119–107
21–24. helyért: Kecskeméti SC–Pilar kadettválogatott 90–78, 86–96, 109–71, 104–76 és Testnevelési Főiskola SE–Dunai Kőolaj SK 86–92, 72–88, 41–21 félbeszakadt (DKSK győz)
21. helyért: Kecskeméti SC–Dunai Kőolaj SK 90–76, 81–78, 70–67
23. helyért: Testnevelési Főiskola SE–Pilar kadettválogatott 92–63, 77–75, 84–99

## Díjak
| 59. Férfi Kosárlabda Magyar Bajnok  |
| Szolnoki Olajbányász 1. bajnoki cím |